# دييغو فلورينتين
دييغو فلورينتين (بالإسبانية: Diego Florentín)‏ لاعب كرة قدم باراغواياني راحل كان يجيد اللعب في خط الوسط .
لعب طوال مسيرته الرياضية في نادي ريفر بليت مونتيفيديو الأوروغواياني . شارك مع منتخب الباراغواي في بطولة كأس العالم 1930 في الأوروغواي .

## روابط خارجية
- دييغو فلورينتين على موقع الاتحاد الدولي (مؤرشف)  (الإنجليزية)
- دييغو فلورينتين على موقع Soccerway.com (الإنجليزية)
- دييغو فلورينتين على موقع عالم كرة القدم.نت (الإنجليزية)